# Stiftelsen Staten och Rätten
Stiftelsen Staten och Rätten är en svensk stiftelse skapad genom en donation 6 april 1952. Stiftelsen förvaltas av Stockholms universitet.
Stiftelsen har till uppgift att genom årliga stipendier stödja forskning om de rättsliga förhållanden mellan staten och medborgarna, med tonvikt på den enskildes friheter på olika områden.
Från 1986  delar stiftelsen även ut ett årligt stipendium till en journalist som verkat i linje med stiftelsens intentioner – "i den mån förtjänta kandidater finnes". (Priset delas ut i april nästföljande år.)

## Belönade journalister
- 1986 – Jan Guillou[1]
- 1987–1988 – Inget pris utdelat
- 1989 – Sigge Ågren[1]
- 1990 – Lars Eliazon och Bo Holmström[1]
- 1991 – Inget pris utdelat
- 1992 – Jan Mosander[1]
- 1993 – Gunilla Thorgren och Mikael Olsson Al Safandi[1]
- 1994 – Hans Schöier och Bo Strömstedt[1]
- 1995 – Björn Kumm och Sofie Ribbing[1]
- 1996 – Maciej Zaremba[1]
- 1997 – Tom Alandh[1]
- 1998 – Bosse Lindquist[1]
- 1999 – Claes Borgström[1]
- 2000 – Åke Pettersson[3]
- 2001 – Stieg Larsson[1]
- 2002 – Dick Sundevall[1]
- 2003 – Evin Rubar[1]
- 2004 – Inget pris utdelat
- 2005 – Kjell Albin Abrahamson[4]
- 2006 – Inget pris utdelat
- 2007 – Anders Andersson[2]
- 2008 – Inget pris utdelat
- 2009 – Tomas Ramberg[1]
- 2010–2013 – Inget pris utdelat
- 2014 – Jackie Jakubowski[1]
- 2015 – Pia Fridén[5]

### Fotnoter
1. 1 2 3 4 5 6 7 8 9 10 11 12 13 14 15 16 17  Stiftelsen Staten och Rättens journalistpris till Jackie Jakubowski Stockholms universitet via noodls.com. Läst 13 april 2016.
2. 1 2  Stiftelsen Staten och Rättens journalistpris till Anders Andersson Stockholm universitet 10 november 2011. Läst 13 april 2016.
3. ↑  Stiftelsen Staten och Rättens journalistpris år 2000 till Åke Pettersson Arkiverad 23 april 2016 hämtat från the Wayback Machine. expertsvar. 29 mars 2001. Läst 13 april 2016.
4. ↑  Kjell-Albin Abrahamson får Staten och Rättens journalistpris Arkiverad 7 maj 2016 hämtat från the Wayback Machine. Advokaten (tidskrift) Nr 4 2006. Läst 13 april 2016.
5. ↑  Pia Fridén får journalistpris SvD 12 april 2016, via PressReader.com läst 13 april 2016.